# جاك رايموند
جاك رايموند (بالإنجليزية: Jack Raymond)‏ هو مخرج وممثل بريطاني (وحمل سابقاً جنسية المملكة المتحدة لبريطانيا العظمى وأيرلندا)، ولد في 1886 في المملكة المتحدة، وتوفي في 20 مارس 1953 بلندن في المملكة المتحدة.

## وصلات خارجية
- جاك رايموند على موقع IMDb (الإنجليزية)
- جاك رايموند على موقع أول موفي (الإنجليزية)
- جاك رايموند على موقع قاعدة بيانات الفيلم (الإنجليزية)